# Constant Mutamba
Constant Mutamba Tungunga, né le 24 avril 1988 à Luputa (province de Lomami), est un homme politique de la république démocratique du Congo (RDC). Il a été ministre d'État, ministre de la Justice et garde des Sceaux dans le gouvernement Suminwa entre juin 2024 et juin 2025. Il est également connu pour avoir été le plus jeune des vingt-six candidats à l'élection présidentielle de 2023 sous le label de son regroupement politique, Dynamique progressiste révolutionnaire (DYPRO).

## Biographie

### Origines
Constant Mutamba naît le 24 avril 1988 à Luputa dans l'actuelle province de Lomami.

### Formation
Constant Mutamba décroche son diplôme d'État en 2008 au collège Maele du sacré-cœur de l'ex-Province orientale, actuel Tshopo, où il fonde l'association de lutte contre la tricherie (ALT). Il y a passé toute son enfance et a vécu les conflits de la région à Kisangani ,.
Inscrit à l’université protestante au Congo (UPC), il est élu en janvier 2011, président des étudiants et premier vice-président des étudiants du Congo (REC),.
Il décroche son diplôme en droit public à l'université protestante du Congo de Kinshasa. Constant Mutamba est chef de travaux dans cette université, détenteur d’un master en gestion et droit de l'entreprise de l'université de Liège (Belgique).
Mutamba prête ensuite serment et devient avocat au barreau de Kinshasa Gombe.

## Carrière professionnelle

### Mandataire de la société commerciale de transport et port
En juillet 2017, plusieurs ordonnances lues sur la RTNC dans la soirée, le président Joseph Kabila a nommé de nouveaux membres des comités d’administration et de gestion dans dix entreprises publiques de la RDC. Constant Mutamba nommé mandataire au sein de la société commerciale de transport et ports.

### Mandataire en mines et carrières
Fondateur du cabinet d’avocats MKM LAWFIRM, il est secrétaire exécutif du corps des mandataires en mines et carrières (CMMC).
En novembre 2019, Constant Mutamba agrée mandataire de mines et carrières pour garantir la bonne application des lois et réglementations minières en RD Congo. Le code minier lui permet, en tant que mandataire, d’agir comme représentant et administrateur auprès de n’importe quel d’exploitant minier.

## Parcours politique
En janvier 2013, Constant Mutamba est nommé assistant du gouverneur de l'ex-Province Orientale, Jean Bamanisa Saïdi.
En avril 2014, il crée le mouvement citoyen qui est la Nouvelle Génération pour l'émergence du Congo (NOGEC).
En mars 2017, Mutamba devient rapporteur du Présidium de RASSOP et il est reçu par le président Joseph Kabila au palais de la nation dans le cadre des consultations destinées à la mise en place du gouvernement d'union nationale.
En mars 2018, il transforme la Nouvelle Génération pour l'Émergence du Congo en regroupement politique, qui présente des candidats aux élections législatives nationales et provinciales.
En avril 2018, il est nommé par le directeur de cabinet Nehemie Mwilanya, membre de la Task Force stratégique à la présidence. Quelques jours après, il signe la charte constitutive du Front commun pour le Congo (FCC) dont il devient membre du bureau politique. En juillet de la même année, il est consulté par le Président Joseph Kabila, dans le cadre de la désignation du candidat dauphin à l'élection présidentielle de 2018.
En février 2019, il est nommé assistant du coordonnateur du Front commun pour le Congo (FCC), Néhémie Mwilanya, et rapporteur du Bureau politique du FCC.
En novembre 2021, il quitte la famille politique kabiliste et crée avec son compagnon Âgée Matembo, la Dynamique Progressiste Révolutionnaire (DYPRO), un parti d'opposition. Ensuite, il délègue son camarade comme questeur de la commission électorale nationale indépendante (CENI), pour le compte de l'opposition politique.
Le 30 août 2023, Constant Mutamba, 35 ans, est l'un des candidats de l'opposition à l'élection présidentielle de décembre 2023.

### Élection présidentielle de 2023
Le 31 décembre 2023, la Commission électorale nationale indépendante proclame les résultats provisoires des élections du 20 décembre 2023. 18 45 338 votants se sont exprimés lors de ce suffrage. Avec 36 312 voix soit 0,20 % de votes valablement exprimés en sa faveur, Mutamba arrive 6e de l'élection remportée par Félix Tshisekedi,.

### Ministre de la Justice
Le 29 mai 2024, Constant Mutamba est nommé ministre d'État, ministre de la Justice et Garde des Sceaux,.
En septembre 2024, Constant Mutamba dit avoir échappé à une tentative d'empoisonnement par des substances toxiques, retrouvées dans son bureau.
Il effectue un séjour médical en septembre 2024 en Turquie.
En novembre 2024,  il a supervisé les États généraux de la justice en RDC. Ces assises, qui ont réuni plus de 3 000 participants pendant dix jours, ont abouti à un rapport contenant 359 propositions. Il a notamment soutenu la création d’un Conseil supérieur de la justice, en remplacement du Conseil supérieur de la magistrature, afin d’y intégrer d'autres acteurs du secteur judiciaire, tels que les avocats, les greffiers et la société civile.
En avril 2025, il ordonne l’ouverture de poursuites judiciaires contre l’ancien président Joseph Kabila et plusieurs membres du PPRD/FCC, les accusant d’avoir participé à l’agression dans l’Est du pays via le M23/AFC. Il demande également la saisie de leurs biens mobiliers et immobiliers et la mise en place de restrictions de mouvement.
Le 21 mai 2025, le procureur général près la cour de cassation saisit l'Assemblée nationale afin d'obtenir l'autorisation de poursuivre une enquête qui implique Constant Mutamba, pour détournement de deniers publics pour un montant de 19 millions de dollars dans le cadre de la construction d'une prison à Kisangani. Lors de son audition par l'Assemblée nationale, Constant Mutamba mentionne les relations difficiles qu'il a avec la Première ministre Judith Suminwa Tuluka et décrit la procédure comme un règlement de compte. Fin mai, l'Assemblée accorde son autorisation. Le procureur demande à l'Assemblée nationale l'autorisation de poursuivre Mutamba en juin et de son côté, Mutamba récuse ensuite le procureur général,. L'Assemblée valide (329 sur les 363 présents) l'inculpation de Mutamba ce qui le contraint légalement à présenter sa démission sous 48 heures. Mutamba annonce sa démission au président Félix Tshisekedi le 17 juin, et l'officialise le jour suivant, en affirmant dans sa lettre de démission qu’il n’a pris « aucun dollar à l’État ». Il est aussi interdit de quitter Kinshasa,.

## Publications
- Mon engagement,  EDITIONS UNIVERSITAIRES E, [S.l.], 2021[30],[31].
- La théorie de l'oeuf en matière de révision constitutionnelle L'intangibilité de l'article 220 de la constitution du 18 février 2006, Éditions universitaires européennes, Saarbrücken, 2016[32].
- La nationalité multiple : un impératif pour l'émergence de l'Afrique? : analyse juridique et perspectives d'une réalité incontournable en République Démocratique du Congo, Arno éditions, Bruxelles, 2017[33].